# Liste der Ehrenbürger von Plattling
Die Ehrenbürgerwürde ist die höchste kommunale Auszeichnung der Stadt Plattling.
Seit 1889 wurden 29 Personen zu Ehrenbürgern ernannt.
Hinweis: Die Auflistung erfolgt chronologisch nach Datum der Zuerkennung.

## Ehrenbürger der Stadt Plattling
1. Josef Schiedermayr
Lehrer
beschlossen am 11. August 1889
2. Johann Conrad Graf von Preysing-Lichtenegg-Moos (* 16. März 1843 auf Schloss Zeil; † 6. Juni 1903 in München)[1][2]
Reichstagsabgeordneter
Verleihung am 21. Mai 1901
für seine Verdienste beim Bau des Eisenbahnknotens Plattling.
3. Georg Hinterwinkler (* 31. Januar 1857 in Untereschlbach; † 14. August 1915 in Straubing)
Stadtpfarrer, Landtags- und Reichstagsabgeordneter, Distriktschulinspektor
Verleihung am 29. Juni 1908
anlässlich seines 25-jährigen Priesterjubiläums
4. Ferdinand Dax
Oberlehrer
beschlossen am 21. Oktober 1909
5. Josef Ferstl
Stadtpfarrer
beschlossen am 12. Juni 1919
6. Georg Fischer
Bürgermeister
beschlossen am 12. Juni 1919
7. Josef Sigl
Pfarrer
beschlossen am 12. Juni 1919
8. Franz-Xaver Bauer
Feuerwehrkommandant
beschlossen am 12. Mai 1921
9. Georg Graf von Preysing-Lichtenegg-Moos
Graf
beschlossen am 15. Februar 1923
10. Kunibert Fuchs
Apotheker
beschlossen am 30. Januar 1935
11. Franz Xaver Zacher
Bischöflich Geistlicher Rat
beschlossen am 13. Juni 1947
12. Sebastian Wandinger
Sanitätsrat
beschlossen am 4. Mai 1954
13. Max Raab
Dekan und Stadtpfarrer
beschlossen am 18. November 1958
14. Ludwig Kayser
Südzucker AG
beschlossen am 9. Oktober 1962
15. Eduard Stanglmeier (* 1893; † 27. Mai 1963)[1]
Fleischwarenfabrikant
beschlossen am 16. April 1963
16. Michael Weise
Orgelbaumeister und Bürgermeister
beschlossen am 9. Januar 1964
17. Josef Niebauer
Bürgermeister
beschlossen am 13. September 1968
18. Josef Reichhart
Fabrikant
beschlossen am 13. September 1968
19. Heinrich Kaiser
Prälat und Stadtpfarrer
beschlossen am 1. September 1976
20. Josef Krug[1]
Landrat
beschlossen am 17. Dezember 1976
21. Josef Dittmeier
Landtagsabgeordneter und Stadtrat
beschlossen am 10. Juni 1979
22. Hans Krümpel
Bürgermeister
beschlossen am 10. Juni 1979
23. Josef Kiefl
Bürgermeister
beschlossen am 20. November 1990
24. Eduard Berger
2. Bürgermeister
beschlossen am 21. Dezember 1993
25. Siegfried Scholz
Bürgermeister
Verleihung am 16. Dezember 2002
In seiner Amtszeit wurde mit dem schottischen Selkirk die erste Städtepartnerschaft geschlossen.
26. Edwin Lenhard
Bischöflich Geistlicher Rat und Konrektor
Verleihung am 2. Juli 2006
Lenhard kam 1962 nach Plattling und wurde „väterlicher Freund und Vorbild“.
27. Annemarie Stumpf[1][3]
Unternehmerin
Verleihung am 14. Juli 2010
28. Michael Weiderer[1][3]
Kommunalpolitiker
Verleihung am 16. Dezember 2014
Langjähriger zweiter Bürgermeister
29. Erich Schmid[1][4]
Bürgermeister
Verleihung 2021
Als langjähriger Bürgermeister der Stadt (2002 bis 2020) trägt er den Titel „Altbürgermeister“.